# Age of Mythology: The Titans
Age of Mythology: The Titans este un joc de strategie în timp real, parte a seriei Age of Mythology. Acesta a fost dezvoltat de Ensembles Studios și publicat de către Microsoft Game Studios. A fost lansat pentru prima oară în America de Nord pe data de 30 septembrie 2003.

## Gameplay
Jocul este destul de asemănător cu Age of Mythology , dar există diferențe semnificative. În primul rând The Titans, pe lângă Greci, Egipteni și Scandinavi, introduce o nouă civilizație cunoscută sub numele de Atlantida. Această civilizație este destul de diferită față de celelalte. În primul rând Atlanții nu au eroi, dar multe dintre unitățile lor umane se pot converti în eroi, devenind extre de utile. Locuitorii Atlantidei sunt mult mai eficienți în munca lor decât sătenii greci, sclavii egipteni și culegătorii scandinavi, dar sunt mai lenți. Favorurile divine sunt obținute prin construcția de centre ale orașelor (Town Center).
O altă caracteristică a jocului este că fiecare civilizație, odată ajunsă la Epoca Legendară, poate construi o poartă a titanilor (Titan Gate), din care poate face un titan. Din acel intră în Epoca Titanilor. Un titan este o unitate masivă, foarte puternică, ce poate distruge cu ușurință inamicii. De reținut este și faptul că o civilizație poate face un singur titan, iar dacă acesta este ucis nu mai poate fi recuperat.
Titanii sunt:
- Cerber - este titanul grecilor. Apare ca un câine monstruos, biped, cu trei capete;
- Ra - este titanul egiptenilor. Apare ca un monstru jumătate om jumătate vultur;
- Ymir - este titanul scandinavilor. Apare ca un troll uriaș cu un ciocan de gheață;
- Chtoniene - este titanul atlantidei. Apare ca un monstru uriaș din lavă și rocă topită;

## Zeii Atlantidei
În The Titans, atlantii venerează pe post de zei vechii titani ai grecilor:
- Uranus - titanul cerului;
- Cronos - titanul timpului;
- Gaia - titanida pământului;
- Prometeu - titanul focului, al chibzuirii și al genezei umane;
- Oceanus - titanul apei;
- Leto - titanida umbrei și a nevăzutului;
- Theia - titanida naturii și a vederii;
- Hyperion - titanul luminii și observației;
- Rhea - titanida fertilității;
- Hekate - titanida vrăjitoriei;
- Helios - titanul soarelui;
- Atlas - titanul planetar, cel ce ține pământul pe umerii săi;

## Campanie
Campania din The Titans se petrece la 10 ani după cea din Age of Myhtology. Totul începe cu Cronos, încă prins în Tartar (mitologie|Tartar]], care privește cum atlanții încearcă să-și reconstruiască civilizația undeva în Scandinavia, sub conducerea lui Kastor, fiul lui Arkantos , și a lui Krios , teocratul Atlantidei . Cronos își trimite un slujitor demon care să-i posede corpul lui Krios.
În timp ce atlanții erau îngrijorați de faptul că zeii greci i-au părăsit și că nu își pot reface civilizația în acest tărâm înghețat, Krios, fiind posedat de sluga lui Cronos, le spune atlanților că a avut un vis în care a văzut o insulă frumoasă și bogată, pe care se aflau niște temple grecești din timpuri foarte vechi. Atlanții, încântați de faptul că vor avea un nou cămin, l-au urmat pe Krios și au găsit un pasaj al cerului, care i-a teleportat pe aceea insulă.
Odată ajunși pe insulă, atlanții au constatat că aceste temple nu erau dedicate unor zeități cunoscute. Krios le-a spus că templele sunt dedicate titanilor (vechiile divinități grecești ce simbolizau forțele violente ale naturii și care erau considerate malefice) Cronos și Uranus. Inițial atlanții au crezut că nu este o idee bună să-i venereze pe titani, dar Kastor l-a susținut pe Krios, spunândule că Uranus a creat acel pasaj ceresc care i-a adus pe această insulă frumoasă, nu Zeus, motiv pentru care ar trebui venerat împreună cu restul titanilor. În cele din urmă atlanții fură de acord, și începură reconstruirea templelor, care se aflau într-o stare jalnică, și construirea Noii Atlantide.
Între timp, atlanții descoperă că insula era deja colonizată de greci, care, văzând că ei se închină titanilor, i-au atacat considerând venerarea lor ca o blasfemie. Kastor, aflat în fruntea armetei Noii Atlantide, îi atacă pe greci și le distruge colonia, insula rămânând a lor. Kastor îl întreabă pe Krios de ce au fost atacați de greci, iar Krios îi răspunde spunândui că zeii olimpieni erau geloși pe noii zei ai atlanților.
Curând, atlanții află că generalul Melagius, aflat în frunte unei armate grecești, pregătea un mare atac împotriva Noii Atlantide. Pentru a opri atacul, Krios îi ordonă lui Kastor și trupelor sale să atace orașul Sikyos, unde se afla generalul, pe care Kastor îl ucide, dar nu reușește să cucerească orașul, deoarece veniră egiptenii și scandinavii, aliați ai grecilor. Krios îi spune lui Kastor, că pentru a cuceri orașul, și întreaga Grecie de altfel, trebuie să distragă atenția aliaților. Mai întâi Kastor și armata sa se duc în Scandinavia, unde distrug trei temple ale lui Odin, și construiesc în locul lor trei temple ale lui Cronos, după care atlanții distrug o fortăreață cunoscută sub numele de Turnul lui Odin, forțândui pe scandinavi să se întoarcă acasă pentru a remedia problema. După aceea, Kastor se duce în Egipt, unde fură trei relicve foarte vechi, cu o importanță deosebită pentru egipteni, forțând armata lor să se întoarcă și ea acasă. Între timp, Amanra, acum ajunsă regină a Egiptului, este vizitată de Arkantos, acum un zeu, care îi spune că fiul său, Kastor a fost păcălit de Krios, și că va face lucruri extrem de rele dacă nu îl vor opri. Amanra este de acord și își i-a armata și pleacă spre orașul Sikyos.
După întoarcerea sa în Noua Atlantidă, Kastor este felicitat de către Krios pentru toate lucrurile pe care le-a făcut. Acum , Krios îi arată un alt pasaj ceresc lui Kastor, pe unde tebuie să plece să distrugă un mare templu din Sikyos, dar Kastor află că pasajul ducea de fapt pe Muntele Olimp. Totuși, își îndeplinește misiunea și distruge templul, după care observă ca are loc un cutremur oribil si apare o lumină stranie pe cer. Cu toate acestea, Kastor intră din nou în pasaj și ajunge în Sikyos, unde observă că orașul este atacat de un monstru uriaș. În fața lui Kastor apare Krios, pe care îl întreabă ce este creatura aceea. Krios îi răspunde că după ce el a fost pe Muntele Olimp și a distrus templul suprem, zeii greci și-au pierdut puterea asupra Tartarului, acest lucru permițândule titanilor mai mici (cum este cel din Sikyos) să iasă din Tartar, iar curând și titani mari (cum este Cronos) vor fi liberi, pentru că poarta va ceda. Apoi, Krios își arată înfățișarea de demon înaripat și zboară, iar atlanții îl atacă pe Kastor. Între timp, Amanra ajunge cu armata egipteană în Sikyos, unde se întâlnește cu vechiul ei amic Ajax, care voia să-l aresteze pe Kastor, dar Amanra îi spune că Kastor a fost păcălit și observă că atlanții s-au întors împotriva sa și are nevoie de ajutor. Cu greu, făcânduse neobservați de titan, eroii îl salvează pe Kastor, care recunoaște că a greșit și regretă tot ce a făcut. În scurt timp, apare Arkanto, ce le spune că titanul de aici nu este singurul, au mai apărut încă doi, unul în Egipt și unul în Scandinavia, și le spune să îi oprească întâi pe aceea.
Mai întâi eroii se duc în Egipt, unde titanul distruse Piramida lui Osiris, din orașul Abydos, și făcuse o ruptură în Lumea de Dincolo, ruptură din care ieșeau demoni ce ruinau Egiptul. Amanra le spune celorlalți că singura soluție pentru a înfrânge titanul este cu ajutorul Gardianului, un puternic războinic anubit, dar acesta se afla într-o transă și doar preotul lui Osiris îl putea scoate din aceea stare. În cele din urmă, Gardianul este trezit la viață și împreună cu Ajax, Kastor și Amanra și a celorlalte forțe egiptene, închid ruptura și îl omoară pe titan.
După aceea, eroii se duc în Scandinavia, unde se întâlnesc cu Folstag, un gigant de gheață, fost bandit și inamic al lor, dar acum devenit rege al giganților și protector al scandinavilor, le cere ajutorul pentru al înfrânge pe titan. Folstag le spune eroilor că doar Nidhogg, un dragon scandinav, este destul de puternic pentru a înfrânge titanul, dar dragonul se află departe și va dura până va ajunge. În final, eroii îl înfrâng pe titan cu ajutorul lui Folstag și a lui Nidhogg și se întorc în Grecia.
Ajunși în Grecia, ei observă cum întreg locul fusese distrus de titanul din Sikyos, și se gândesc cum îl pot distruge. Ajutorul lor vine din partea lui Gaia, titanida pământului, care se pare că nu era de acord cu eliberarea titanilor din Tartar. Cu ajutorul puterilor ei mistice și a armatei grecești, eroii reușesc să distrugă și acest titan.
Ei decid să atace Noua Atlantidă și să scape de această amenințare odată pentru todeauna. În timpul atacului, Krios și armata sa reușesc să scape cu ajutorul unui pasaj ceres, creat de Uranus, și să ajungă pe insula fostei Atlantide, care fusese ridicată din adâncurile mării de către titani. Eroii își dau seama că pe insulă se afla ultima poartă a Tartarului, care era slăbită și se putea sparge oricând. Curând, poarta este spartă, iar Cronos este liber, în defavoarea eroilor. Acestia îi cer ajutorul lui Gaia, care apare și se luptă cu Cronos, învingândul, alungândul înapoi în Tartar și astupând poarta sub un munte, după care Gaia dispare. Krios înceracă să fugă, dar Kastor îl prinde și îl ucide. În final apare Arkantos ce îi oferă lui Kastor sceptrul Atlantidei și făcândul lider, iar Kastor începe construirea unei Noi Atlantide.